# Saison 1 de Rookie Blue
Chronologie
Saison 2
Cet article présente les épisodes de la première saison de la série télévisée canadienne Rookie Blue.

## Généralités
- Cette première saison est composée de 13 épisodes.
- La diffusion francophone de cette saison a démarré :
  - en France, à partir du 22 novembre 2010 sur 13ème rue ;
  - au Québec, à partir du 15 février 2011 sur AddikTV[1].

## Distribution de la saison

### Acteurs principaux
- Missy Peregrym (VF : Christine Bellier) : Andy McNally
- Gregory Smith (VF : Hervé Rey) : Dov Epstein
- Charlotte Sullivan (VF : Pamela Ravassard) : Gail Peck
- Enuka Okuma (VF : Alice Tarand) : Traci Nash
- Travis Milne (VF : Alexandre Guansé) : Chris Diaz
- Ben Bass (VF : Patrick Mancini) : Sam Swarek
- Eric Johnson (VF : Benjamin Egner) : Inspecteur Luke Callaghan
- Melanie Nicholls-King (en) (VF : Zaïra Benbadis) : Noelle Williams
- Matt Gordon (en) (VF : Pascal Montségur) : Oliver Shaw
- Noam Jenkins (VF : Philippe Valmont) : Inspecteur Jerry Barber
- Lyriq Bent (VF : Daniel Lobé) : Frank Best

### Acteurs récurrents
- Aidan Devine (VF : Philippe Dumond) : Sergent Boyko
- Peter MacNeill (VF : Achille Orsoni) : Tommy McNally, le père policier d'Andy

## Épisodes

### Épisode 1:Servir et Protéger
- Canada /  États-Unis : 24 juin 2010 sur Global / ABC[2]
- France : 22 novembre 2010 sur 13ème rue[3]
- Québec : 15 février 2011 sur AddikTV

- Canada : 1,9 million de téléspectateurs[4]
- États-Unis : 7,24 millions de téléspectateurs[5]

- Peter MacNeill (Tommy McNally)
- Aidan Devine (Sergeant Boyko)
- Sarain Boylan (Sadie Falls)
- Devon Bostick (Martin Bentz)

Ce premier épisode s'ouvre sur une petite fête donnée au Black Penny  pour fêter l'arrivée des cinq nouvelles recrues.
Leurs premiers mission est de se détacher par tous les moyens de leurs menottes. Présentation des recrues :
Chris Diaz,Traci Nash,Gail Peck,Dov Epstein,Andy McNally 
Premier jour : Sur le lieu de l'intervention Andy et Oliver repèrent plusieurs coups de feu, arrivée des renforts Traci et Chris avec Noëlle. Pendant ce temps, Dov et Gail restent au service avec pour affectation : l'Accueil.
Premier fouille au corps pour Dov et Gail.
Première course-poursuite pour Andy, résultat : c'est un policier (de son service) en infiltration et elle vient de faire capoter sa couverture ainsi que sa mission... 
Arrivée du Lt Luke Callaghan sur les lieux
Sur les lieux , Traci découvre un enfant sans surveillance et le ramène au poste, après appel des parents, un père addict vient le chercher et par la même occasion une petite tape sur les doigts.
Après une discussion avec l'ex-infiltré qui a vu un adolescent s'enfuir de la scène de crime avec l'arme en cause, Andy part à sa recherche de celui-ci pendant que les autres interrogent les témoins.
Andy se retrouve nez-à-nez avec l'adolescent qui la force à se menotter... Finalement, celle-ci l’arrête sans grabuge !
Traci à la fin va voir son fils…

### Épisode 2:Transgression des règles
- Canada /  États-Unis : 1er juillet 2010 sur Global / ABC
- France : 22 novembre 2010 sur 13ème rue
- Québec : 22 février 2011 sur AddikTV

- Canada : 1,394 million de téléspectateurs[6]
- États-Unis : 6,777 millions de téléspectateurs[7]

- Aidan Devine (Sgt. Boyko)
- Peter MacNeill (Tommy McNally)
- Julia Taylor Ross (Emily Starling)
- Serge Houde (Anton Hill)
- Marc Strange (Walter Froug)

Scène d'ouverture : Andy arrête un suspect pendant sa matinée pressing. Arrivée au commissariat ... Surprise nous retrouvons notre ex-infiltré TO Sam Swarek et pour couronner le tout, les deux font équipe pour retrouver un fugitif ! Première erreur pour Dov qui arme et tire dans l'armurerie ... Servir Protéger et défendre son coéquipier ... c'est parti ! Nous découvrons Lt Barber Jerry dans les bras de Traci. L’enquête se poursuit avec notre duo favoris pendant ce temps Gail pique un suspect à Dov qui l'avait neutralisé. Notre duo tente de protéger une indic Emily liée à l'affaire, celle-ci se retrouve dans une situation compromettante entre l'arrestation d'Anton (un méchant !) grâce à une clé USB mais Emily meurt soit l'échange de la clé contre Emily.
Mais la vie d'Emily a été épargnée 
La journée se finit ... au penny ! Tout est bien qui finit bien !

### Épisode 3:Désillusions
- Canada /  États-Unis : 8 juillet 2010 sur Global / ABC
- France : 22 novembre 2010 sur 13ème rue
- Québec : 1er mars 2011 sur AddikTV

- Canada : 1,753 million de téléspectateurs[8]
- États-Unis : 6,224 millions de téléspectateurs[9]

- Kristin Booth (Melanie)
- Aidan Devine (Sgt. Boyko)
- Peter MacNeill (Tommy McNally)
- Aaron Abrams (Detective Donovan Boyd)
- Paulino Nunes (Milan Beljac)

### Épisode 4:Mauvaise passe
- Canada /  États-Unis : 15 juillet 2010 sur Global / ABC
- France : 29 novembre 2010 sur 13ème rue
- Québec : 8 mars 2011 sur AddikTV

- Canada : 1,64 million de téléspectateurs[10]
- États-Unis : 6,382 millions de téléspectateurs[11]

- John Pyper-Ferguson (Dean)
- Aidan Devine (Sergeant Boyko)
- Sarain Boylan (Sadie Falls)
- Thomas Mitchell (Darren)

### Épisode 5:En plein jour
- Canada /  États-Unis : 22 juillet 2010 sur Global / ABC
- France : 29 novembre 2010 sur 13ème rue
- Québec : 15 mars 2011 sur AddikTV

- Canada : 1,805 million de téléspectateurs[12]
- États-Unis : 6,496 millions de téléspectateurs[13]

- Aidan Devine (Sergeant Boyko)
- Pascale Hutton (Detective Jess Erico)
- Fiona Highet (Martha Wright)
- Ari Cohen (Paul Wright)
- Steven Yaffee (Noah Wright)

### Épisode 6:Une balle dans la tête
- Canada /  États-Unis : 29 juillet 2010 sur Global / ABC
- France : 6 décembre 2010 sur 13ème rue
- Québec : 22 mars 2011 sur AddikTV

- Canada : 1,483 million de téléspectateurs[14]
- États-Unis : 6,706 millions de téléspectateurs[15]

- K.C. Collins (Benny)
- Roberta Maxwell (Marie)
- Paul Soles (Peterson)

### Épisode 7:Grosse chaleur
- Canada /  États-Unis : 5 août 2010 sur Global / ABC
- France : 6 décembre 2010 sur 13ème rue
- Québec : 29 mars 2011 sur AddikTV

- Canada : 1,598 million de téléspectateurs[16]
- États-Unis : 6,866 millions de téléspectateurs[17]

- Sabrina Grdevich (Anna Vetter)
- Amy Lalonde (Monica Dunn)
- Diego Fuentes (Wade)

### Épisode 8:L'Enfer c'est les autres
- Canada /  États-Unis : 12 août 2010 sur Global / ABC
- France : 13 décembre 2010 sur 13ème rue
- Québec : 5 avril 2011 sur AddikTV

- Canada : 1,529 million de téléspectateurs[18]
- États-Unis : 5,973 millions de téléspectateurs[19]

- Adam MacDonald (Detective Steve Peck)
- Chad Donella (Detective Don Bibby)

### Épisode 9:Alerte enlèvement
- Canada /  États-Unis : 19 août 2010 sur Global / ABC
- France : 13 décembre 2010 sur 13ème rue
- Québec : 12 avril 2011 sur AddikTV

- Canada : 1,476 million de téléspectateurs[20]
- États-Unis : 6,384 millions de téléspectateurs[21]

- Michelle Nolden (Kathryn Leigh)
- Zachary Bennett (Ben Leigh)
- Natalie Krill (Edie Larson)

### Épisode 10:Le Transfert
- Canada /  États-Unis : 26 août 2010 sur Global / ABC
- France : 20 décembre 2010 sur 13ème rue
- Québec : 19 avril 2011 sur AddikTV

- Canada : 1,682 million de téléspectateurs[22]
- États-Unis : 6,17 millions de téléspectateurs[23]

- Ian Tracey (Ray Albert Swann)
- Natalie Krill (Edie Larson)

### Épisode 11:Les Limites du devoir
- Canada /  États-Unis : 2 septembre 2010 sur Global / ABC
- France : 20 décembre 2010 sur 13ème rue
- Québec : 26 avril 2011 sur AddikTV

- Canada : 1,547 million de téléspectateurs[24]
- États-Unis : 4,682 millions de téléspectateurs[25]

- Peter MacNeill (Tommy McNally)
- Mpho Koaho (Terry "The Guardian")
- Irene Poole (Valerie Kaliciak)
- Amy Lalonde (Monica Dunn)

### Épisode 12:La Fille sur le toit
- Canada /  États-Unis : 9 septembre 2010 sur Global / ABC
- France : 27 décembre 2010 sur 13ème rue
- Québec : 3 mai 2011 sur AddikTV

- Canada : 1,48 million de téléspectateurs[26]
- États-Unis : 4,985 millions de téléspectateurs[27]

- Wendy Crewson (Dana Kennedy)
- Joanna Douglas (Ashley Kennedy)
- Max Morrow (Adam)

### Épisode 13:Démantèlement
- Canada /  États-Unis : 9 septembre 2010 sur Global / ABC
- France : 27 décembre 2010 sur 13ème rue
- Québec : 10 mai 2011 sur AddikTV

- Canada : 1,48 million de téléspectateurs[26]
- États-Unis : 4,738 millions de téléspectateurs[27]

- Aaron Abrams (Detective Donovan Boyd)
- Tom McCamus (Angel)
- Natalie Krill (Edie Larson)
- Tim Rozon (Gabe)
- Nicholas Rose (Rick)